# Pseudopsodos splendens
Pseudopsodos splendens är en fjärilsart som beskrevs av J. Peter Maassen 1890. Pseudopsodos splendens ingår i släktet Pseudopsodos och familjen mätare. Inga underarter finns listade.